# Mel Patton
Mel Patton (Los Ángeles, Estados Unidos, 16 de noviembre de 1924-9 de mayo de 2014) fue un atleta estadounidense, especialista en la prueba de 200 m en la que llegó a ser campeón olímpico en 1948.

## Carrera deportiva
En los JJ. OO. de Londres 1948 ganó la medalla de oro en los relevos 4 x 100 metros, con un tiempo de 40.6 segundos, llegando a meta por delante de Reino Unido (plata) e Italia (bronce), siendo sus compañeros de equipo: Lorenzo Wright, Harrison Dillard y Barney Ewell. Además ganó el oro en los 200 metros, con un tiempo de 21.1 segundos, llegando a meta por delante de su compatriota Barney Ewell y del panameño Lloyd LaBeach (bronce).